# علیرضا نوبری
علیرضا نوبری مهندس و اقتصاددان ایرانی است که از سال ۱۳۵۸ تا ۱۳۶۰ دومین رئیس کل بانک مرکزی جمهوری اسلامی ایران بود. 

## زندگی
نوبری مدرک مهندسی خود را از اکول پلی تکنیک، فوق لیسانس ریاضی را از دانشگاه سوربون، فوق لیسانس اقتصاد و فوق لیسانس تحقیق در عملیات را از دانشگاه استنفورد دریافت کرد و دروس پی اچ دی را در دانشکده سیستم‌های مهندسی اقتصادی دانشگاه استنفورد گذراند. نوبری مدیریت ستاد انتخاباتی ابوالحسن بنی صدر را در انتخابات ریاست‌جمهوری ایران بر عهده داشت.  نوبری از افراد کلیدی در مذاکرات برای بازگرداندن گروگان های سفارت آمریکا بود. وی در اواخر سال ۱۳۵۸ پس از استعفای مهدی بازرگان و دولت موقت ایران و به دست گرفتن قدرت اجرایی توسط شورای انقلاب، توسط سید ابوالحسن بنی‌صدر نخستین رئیس‌جمهور ایران به سمت رئیس کل بانک مرکزی جمهوری اسلامی ایران منصوب شد.
از جمله اقدامات نوبری کاهش سود بانکی به ۴ درصد و تلاش برای مصادرهٔ اموال شاه در خارج از کشور بود.
نوبری سردبیری روزنامهٔ انقلاب اسلامی را پیش از تصدی ریاست بانک مرکزی بر عهده داشت. نوبری در ۲۰ خرداد ۱۳۶۰ در پی چند روز زدوخورد خیابانی بین موافقان و مخالفان رئیس‌جمهور استعفا داد. نوبری یکی از نزدیکترین افراد به بنی‌صدر بود که توانست به یکی از عالی‌ترین مناصب دولتی برسد.
وی بعدها با دختر بنی صدر ازدواج کرد.
نوبری در سال ۱۳۶۱ مجبور به ترک ایران شد و هم‌اکنون در سوئیس زندگی می‌کند.